# Wilhelm Schickard
Wilhelm Schickard (Herrenberg, 22. travnja 1592. – Tübingen, 24. listopada 1635.), njemački matematičar i konstruktor prvog mehaničkog kalkulatora, 1623. godine. 
Rođen je u Herrenbergu i studirao je na sveučilištu Tübingen gdje 1609. završava dodiplomski studij, a 1611. magistrira. Studirao je teologiju i istočnjačke jezike do 1613. 1619. postaje profesor hebrejskog jezika na sveučilištu Tübingen. Schickard je bio svestran znanstvenik koji je govorio biblijske jezike poput aramejskog i hebrejskog. 
Bavio se istraživanjima na različitim područjima poput astronomije i matematike. Izradio je različite strojeve poput stroja za izračunavanja datuma u astronomiji i za gramatiku hebrejskog jezika kojemu je dao privremeni naziv "Brzajući sat": izumio ga je čak 20 godina prije Pascaline Blaise Pascala i stroja Gottfrieda Leibniza.
Umro je od kuge u Tübingenu 24. listopada 1635., no možda i dan ranije.

## Vanjske poveznice
- www.deutsche-biographie.de – Schickard, Wilhelm (životopis) (njem.)
- www.uni-tuebingen.de – Wilhelm-Schickard-Institut: Wilhelm Schickard  Arhivirana inačica izvorne stranice od 18. svibnja 2015. (Wayback Machine) (životopis) (njem.)
- http://www-history.mcs.st-and.ac.uk – J. J. O'Connor / E. F. Robertson: Wilhelm Schickard (životopis) (engl.)